# Kapela sv. Ivana Nepomuka na Ribnjaku
Kapela sv. Ivana Nepomuka katolička je kapela izgrađena 1878. godine. Nalazi se u zagrebačkoj četvrti Gornji grad – Medveščak, uz Langov trg u parku Ribnjak. Kapela datira iz 1834. godine te je građena u neorenesansnom stilu. Kapela je integrirana u ogradni zid koji je 1878. godine podignut prema Langovom trgu, s ukrasnom kovanom ogradom.

## Galerija
- Pogled kapela s Langova trga
- Unutrašnjost kapele – skulptura sv. Ivana Nepomuka
- Oltar i skulptura sv. Ivana Nepomuka